# Lusk
Lusk ist ein Ort und Verwaltungssitz des Niobrara County im US-Bundesstaat Wyoming. Das U.S. Census Bureau hat bei der Volkszählung 2020 eine Einwohnerzahl von 1.541 ermittelt.

## Geographie
Der Ort Lusk bedeckt eine Fläche von 5,2 km² (2,0 mi²). Der Ort liegt am U.S. Highway 85.

## Demographie
Am 1. Juli 2004 hatte Lusk 1341 Einwohner.
| Bevölkerung | Jahre   | Anteil  |
| ----------- | ------- | ------- |
| unter       | 18      | 22,40 % |
| von         | 18 – 24 | 7,80 %  |
| von         | 25 – 44 | 26,50 % |
| von         | 45 – 64 | 24,10 % |
| über        | 65      | 19,20 % |

- Das durchschnittliche Alter beträgt 42 Jahre

## Söhne und Töchter der Stadt
- Thomas Wilson Brown (* 1972), US-amerikanischer Schauspieler
- James G. Watt (1938–2023), US-amerikanischer Politiker (US-Innenminister 1981–1983)